# Guillem Cifré i Figuerola
Guillem Cifré i Figuerola (Barcelona, 22 de novembre de 1922 - Barcelona, 4 de novembre de 1962), conegut pel seu primer cognom, Cifré, va ser un guionista i dibuixant de còmics català, creador d'alguns dels personatges més representatius de l'anomenada Escola Bruguera, com El repórter Tribulete i Don Furcio Buscabollos.

## Biografia
Als 17 anys ja es va presentar a l'Editorial Bruguera per oferir els seus primers dibuixos. Tanmateix, als 19 anys va començar la seva carrera, al costat d'altres futurs dibuixants de Bruguera, en els estudis Dibujos Animados Chamartín, on va participar en la producció de sèries com Civilón (1942-1944) i Garabatos (1943-1945), i conegué els dibuixants Escobar, Iranzo i Peñarroya.
El 1947 començà a treballar per a l'editorial Bruguera, esdevenint un dels dibuixants més prolífics de les seves revistes com Pulgarcito, rellançada el 1945, Súper Pulgarcito i El DDT, apareguda el 1951. Per a aquestes revistes creà les sèries El repórter Tribulete, que en todas partes se mete (1947), Las tremebundas fazañas de Don Furcio Buscabollos (1947) (posteriorment anomenada només pel nom del personatge) Cucufato Pi (1949), Doña Filomena (1951) i Amapolo Nevera (1952), i intervingué en seccions tipus ¡Cómo está el servicio! (1951, amb Schmidt) o Chistes cazados a lazo (1952, amb Jorge, Nadal i Schmidt). El 10 de juny de 1947, el mateix any que començà a dibuixar per Bruguera, va contraure matrimoni amb Margarida Barrabín, un fet que es va veure reflectit a les pàgines centrals de la revista Pulgarcito en la historieta "Boda sosegada" d'Escobar on apareixien com a convidats els personatges de la revista.
En 1957, juntament els companys de Bruguera Josep Peñarroya, Josep Escobar, Carlos Conti i Eugeni Giner, van crear la cooperativa D.E.R. (Dibuixants i Editors Reunits) a fi de controlar els drets sobre les seves obres i amb l'objectiu de publicar Tio Vivo, una nova revista de còmic dirigida a un públic adult. Per a aquesta revista, Cifré dibuixà nous personatges, com Golondrino Pérez, Rosalía i El sabio Megatón, tots ells de 1957, i participà en seccions d'autoria col·lectiva com ¡Esas chicas! (1957), Ellas son así… Y ellos también (1957) y Ríase de… (1957). Després del fracàs econòmic de l'aventura autogestionària de Tío Vivo (adquirida per Bruguera el 1960), Cifré tornà a treballar per Bruguera, per a la qual creà noves sèries amb els personatges Filiberto Monreal que nunca tiene un real (1959), Pepe Despiste (1959), Cepillo Chivátez (1960) i Don Tele (1960). A propòsit d'aquest personatge, Guillem Cifré fill, explicaba que «Don Tele surgió de los días en que había algún partido de fútbol interesante por la televisión; mi casa se convertía en un miniestadio, venían los del 2º, 3º, los del 4º, 1º, del principal sibían tres más junto con los del entresuelo, además siempre había alguien que se apuntaba sin previo aviso, organizándose verdaderos berrinches». Probablement d'aquells anys data l'edició del conte Vida de Tito Balón que llegó a ser campeón, amb la coberta il·lustrada per Valentí Castanys, textos de Lluís Milà i dibuixos interiors de Cifré.
A banda de la seva vinculació amb l'editorial Bruguera, Cifré va col·laborar en altres publicacions alienes a l'editorial, com el diari esportiu Dicen, per al qual creà la tira còmica de Don Césped. El seu fill, Guillem Cifré, ho recordava amb aquestes paraules: «todos los domingos acudía al Camp Nou desde donde hacía la crítica deportiva que más tarde se convertía en el Perfil de la Semana, tira que juntamente con la de Don Césped cubría la mayor parte dels espacio gráfico de la revista Dicen en la edición de los lunes.» A principis dels anys seixanta va realitzar també alguns treballs per a revistes d'historietes britàniques que tingueren molt bona recepció fins al punt que Cifré es va arribar a plantejar la possibilitat de dibuixar de forma exclusiva per a l'estranger; d'altra banda, va rebutjar l'oferta de treballar per a una editorial de Sao Paulo. Cifré posseïa una gran domini en el terrenys del dibuix realista i figuratiu tal com es fa palès en les il·lustracions que va realitzar per a la sèrie El Pirata Negro de Bruguera, sobre textos d'Arnaldo Visconti. A títol pòstum, el 1969, i en el marc de la I Reunión Nacional de Dibujantes de Historietas, se li va atorgar la primera Medalla d'Homentage.
Guillem Cifré i Figuerola és el pare del també autor de còmics Guillem Cifré i Barrabín.

## Sèries i Personatges
- Don Pómez, Atalaya, 1946.

- Artemiso Cañaveral, Pulgarcito, 1947.

- El reporter Tribulete, que en todas partes se mete, Pulgarcito,1947. (Guió de Rafael González en els seus inicis).
- Las tremebundas fazañas de Don Furcio Buscabollos, Pulgarcito,1947. (Guió de Rafael González en els seus inicis).
- El Caballero del Salmonete, El Campeón,1948.
- Cucufato Pí, Pulgarcito,1949.

- Aventuras morrocotudas del Súper Bírria, El DDT, 1951.

- Doña Filomena, El DDT, 1951.
- Amapolo Nevera, el DDT, 1952. (Guió de Rafael González en els seus inicis).

- Vuestro amigo Luisito, Pulgarcito,1953.

- Vagancio, Pulgarcito, 1953.

- Golondrino Pérez, Tió Vivo, 1957.

- Rosalía, Tió Vivo,1957.
- El sabio Megatón, Tió Vivo, 1957.
- Filibeto Monreal, que nunca tiene un real, El DDT, 1959.
- Pepe Despite, Suplemento de Historietas de el DDT, 1959.
- Cepillo Chivátez, El Campeón de las Historietas, 1960.
- Dr. Fix, Bruguera, 1960.
- Don Tele, Tió Vivo, 1960.
- Don Césped, Dicen.

## Obres Il·lustrades
- Genios de la historieta, El Reporter Tribulete, número 3, Editorial Bruguera, Barcelona, 1985.
- Genios de la historieta, Editorial Bruguera, Barcelona, 1986.
- 100 Cómics con aspirina. Química Farmacèutica Bayer, Madrid, 1998. ISBN 84-88820-31-3
- El Reporter Tribulete. Colección Clásicos del humor, número 18, RBA, Barcelona, 2009. ISBN 978-84-473-6213-4
- Pitagorín y otros personajes inocentones. Colección Clásicos del humor, número 37, RBA, Barcelona, 2009. ISBN 978-84-473-6279-0
- Don Berrinche y otros personajes frustrados. Colección Clásicos del humor, número 38, RBA, Barcelona, 2009. ISBN 978-84-473-6280-6
- Tentacles, Univers Cifré, número 4. Editorial Alpina S.L, Granollers, 2016. ISBN 978-84-8090-633-3